# Trofeo Oscar Robertson
El Trofeo Oscar Robertson (en inglés, Oscar Robertson Trophy) es un premio anual otorgado por la Asociación de Periodistas de Baloncesto de Estados Unidos (USBWA, por sus siglas en inglés) al jugador más destacado del baloncesto universitario. El trofeo es el más antiguo de los que se entregan anualmente, ya que data de 1959. En 1998 se renombró el trofeo con el nombre de Oscar Robertson, primer jugador en ganarlo.
Para la concesión del mismo, se presentan cinco candidaturas las cuales se someten a votación el viernes de la Final Four de la NCAA, dándose a conocer en ese momento al ganador. Desde 2004, el trofeo es una estatua de bronce del conocido escultor Harry Weber.

## Ganadores

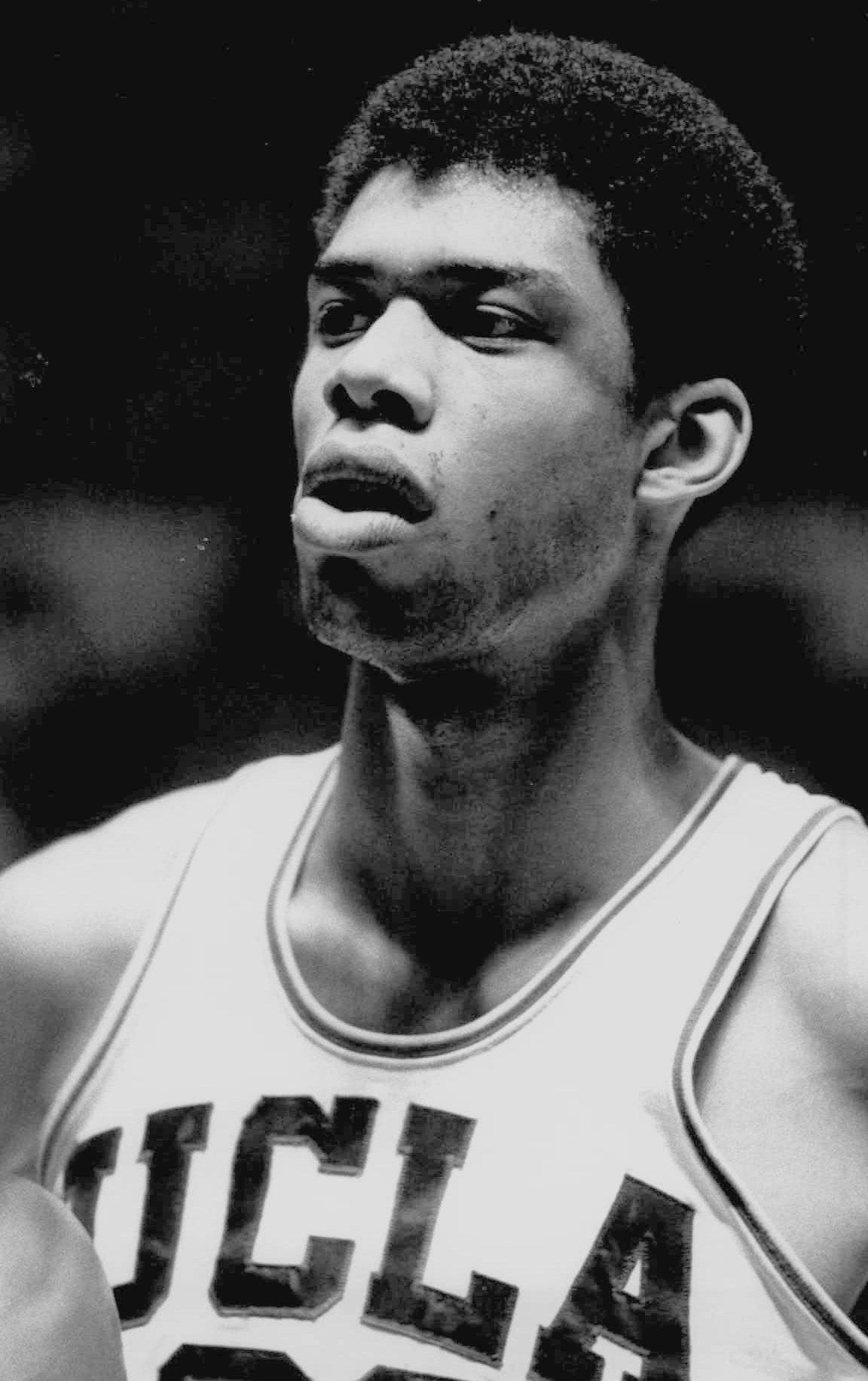
Lew Alcindor, ganador en 1967 y 1968.

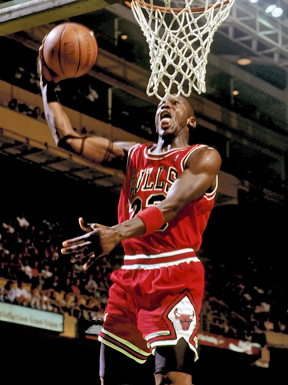
Michael Jordan, ganador en 1984.

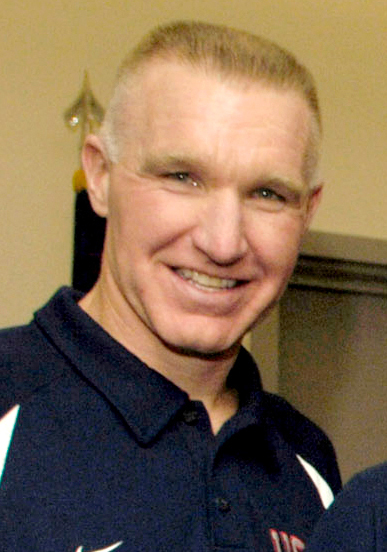
Chris Mullin, ganador en 1985.

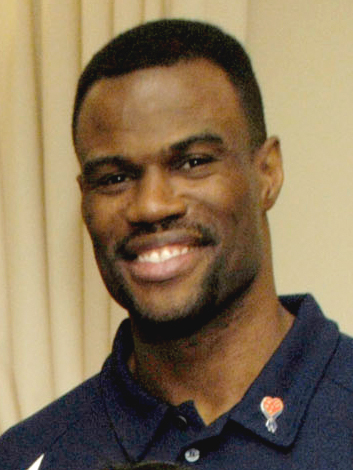
David Robinson, ganador en 1987.

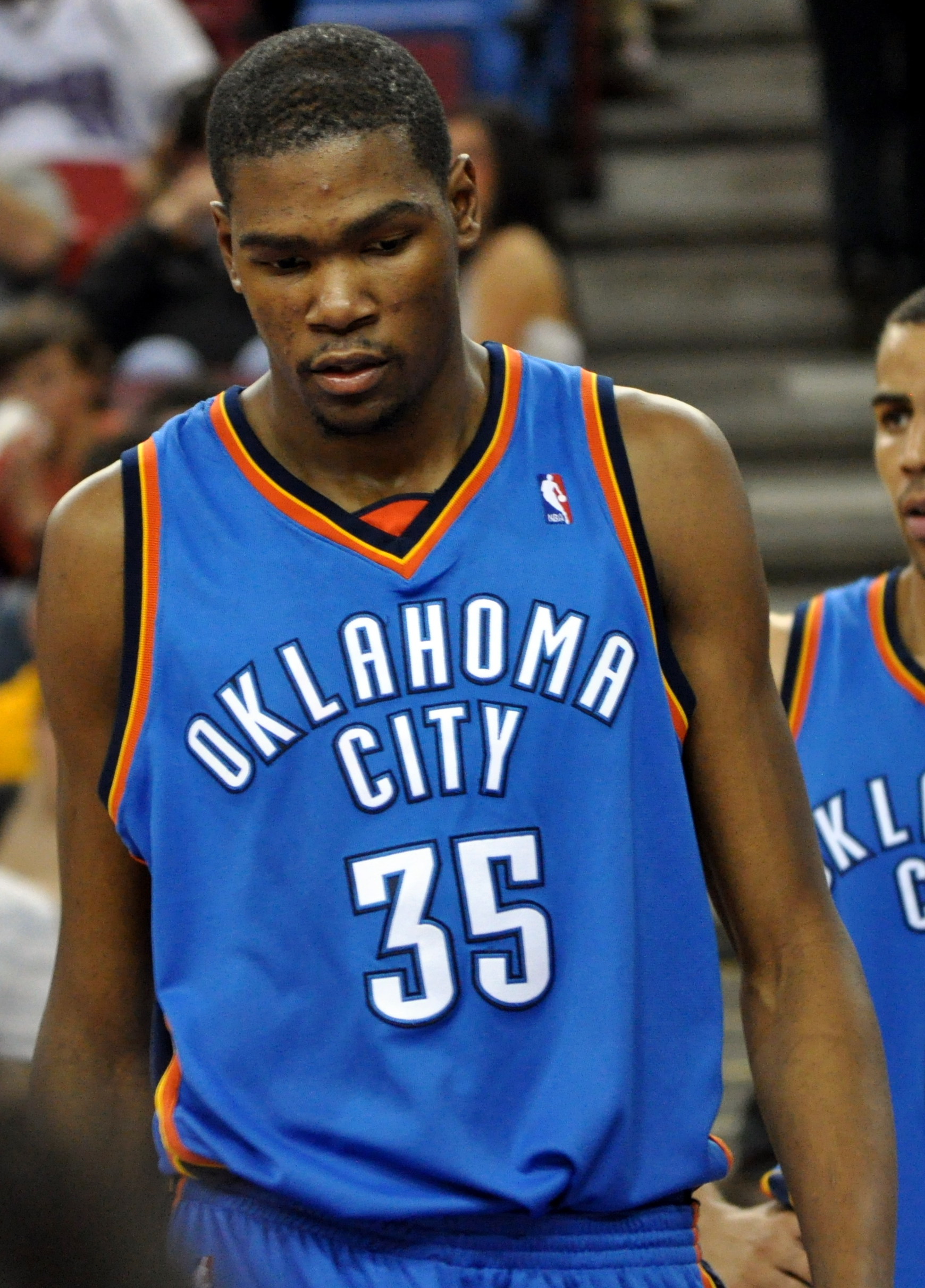
Kevin Durant, ganador en 2007.

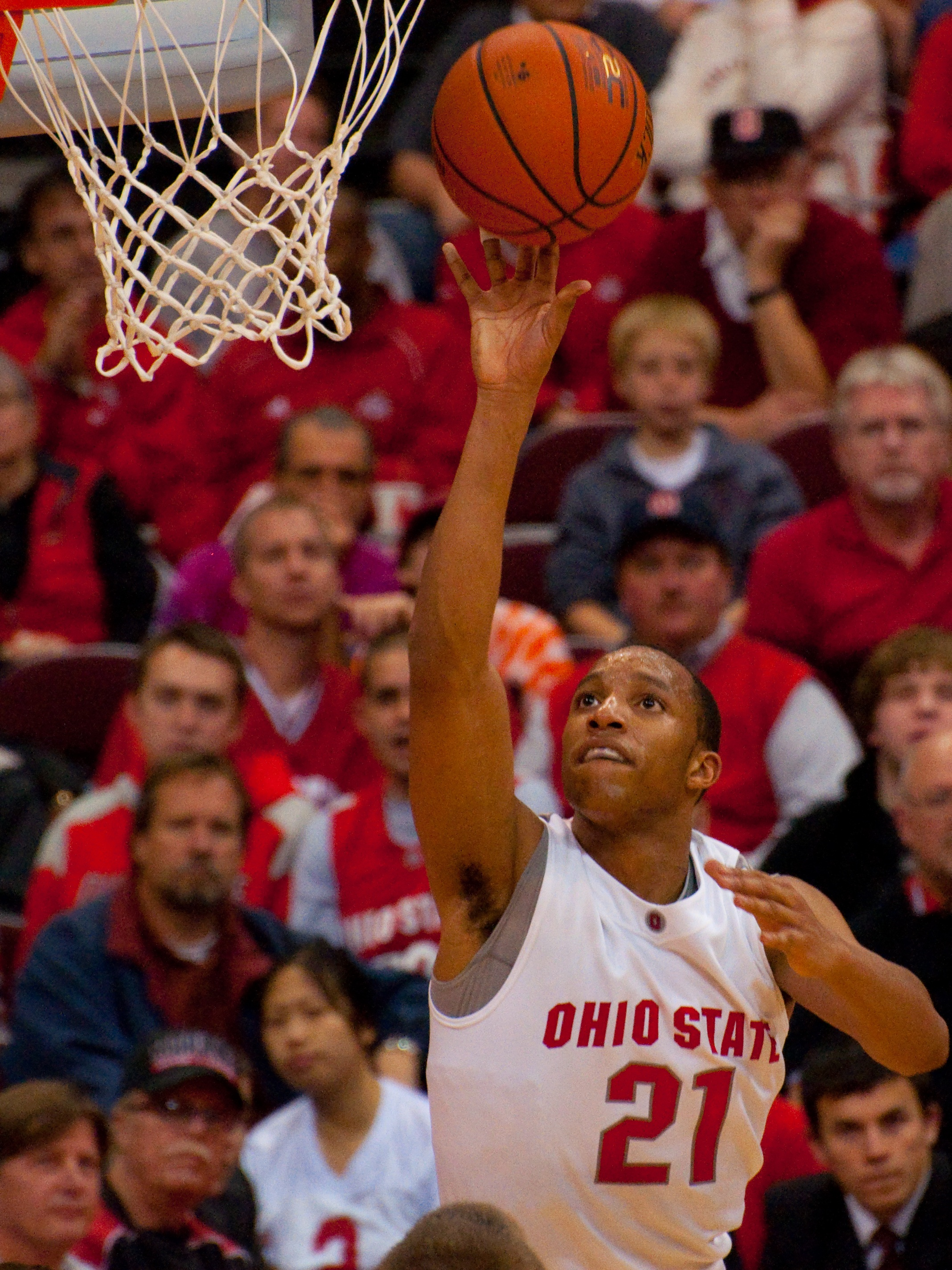
Evan Turner, ganador en 2010.

| Jugador (X) | Denota el número de veces que ha conseguido el galardón |

| Temporada | Jugador             | Universidad    | Posición          | Curso     |
| --------- | ------------------- | -------------- | ----------------- | --------- |
| 1958–59   | Oscar Robertson     | Cincinnati     | Base              | Junior    |
| 1959–60   | Oscar Robertson (2) | Cincinnati     | Base              | Senior    |
| 1960–61   | Jerry Lucas         | Ohio State     | Ala-Pívot         | Junior    |
| 1961–62   | Jerry Lucas (2)     | Ohio State     | Ala-Pívot         | Senior    |
| 1962–63   | Art Heyman          | Duke           | Escolta           | Senior    |
| 1963–64   | Walt Hazzard        | UCLA           | Escolta           | Senior    |
| 1964–65   | Bill Bradley        | Princeton      | Alero             | Senior    |
| 1965–66   | Cazzie Russell      | Michigan       | Escolta           | Senior    |
| 1966–67   | Lew Alcindor        | UCLA           | Pívot             | Sophomore |
| 1967–68   | Lew Alcindor (2)    | UCLA           | Pívot             | Junior    |
| 1968–69   | Pete Maravich       | LSU            | Base              | Junior    |
| 1969–70   | Pete Maravich (2)   | LSU            | Base              | Senior    |
| 1970–71   | Sidney Wicks        | UCLA           | Pívot             | Senior    |
| 1971–72   | Bill Walton         | UCLA           | Pívot             | Sophomore |
| 1972–73   | Bill Walton (2)     | UCLA           | Pívot             | Junior    |
| 1973–74   | Bill Walton (3)     | UCLA           | Pívot             | Senior    |
| 1974–75   | David Thompson      | NC State       | Alero             | Senior    |
| 1975–76   | Adrian Dantley      | Notre Dame     | Escolta           | Junior    |
| 1976–77   | Marques Johnson     | UCLA           | Escolta           | Senior    |
| 1977–78   | Phil Ford           | North Carolina | Base              | Senior    |
| 1978–79   | Larry Bird          | Indiana State  | Alero             | Senior    |
| 1979–80   | Mark Aguirre        | DePaul         | Alero             | Sophomore |
| 1980–81   | Ralph Sampson       | Virginia       | Pívot             | Sophomore |
| 1981–82   | Ralph Sampson (2)   | Virginia       | Pívot             | Junior    |
| 1982–83   | Ralph Sampson (3)   | Virginia       | Pívot             | Senior    |
| 1983–84   | Michael Jordan      | North Carolina | Escolta           | Junior    |
| 1984–85   | Chris Mullin        | St. John's     | Alero             | Senior    |
| 1985–86   | Walter Berry        | St. John's     | Ala-Pívot         | Senior    |
| 1986–87   | David Robinson      | Navy           | Pívot             | Senior    |
| 1987–88   | Hersey Hawkins      | Bradley        | Escolta           | Senior    |
| 1988–89   | Danny Ferry         | Duke           | Ala-Pívot         | Senior    |
| 1989–90   | Lionel Simmons      | La Salle       | Alero             | Senior    |
| 1990–91   | Larry Johnson       | UNLV           | Ala-Pívot         | Senior    |
| 1991–92   | Christian Laettner  | Duke           | Alero             | Senior    |
| 1992–93   | Calbert Cheaney     | Indiana        | Alero             | Senior    |
| 1993–94   | Glenn Robinson      | Purdue         | Ala-Pívot         | Sophomore |
| 1994–95   | Ed O'Bannon         | UCLA           | Alero             | Senior    |
| 1995–96   | Marcus Camby        | UMass          | Pívot             | Junior    |
| 1996–97   | Tim Duncan          | Wake Forest    | Pívot             | Senior    |
| 1997–98   | Antawn Jamison      | North Carolina | Alero             | Junior    |
| 1998–99   | Elton Brand         | Duke           | Pívot             | Sophomore |
| 1999–00   | Kenyon Martin       | Cincinnati     | Ala-Pívot         | Senior    |
| 2000–01   | Shane Battier       | Duke           | Alero             | Senior    |
| 2001–02   | Jay Williams        | Duke           | Base              | Junior    |
| 2002–03   | David West          | Xavier         | Ala-Pívot         | Senior    |
| 2003–04   | Jameer Nelson       | Saint Joseph's | Base              | Senior    |
| 2004–05   | Andrew Bogut        | Utah           | Pívot             | Sophomore |
| 2005–06   | Adam Morrison       | Gonzaga        | Alero             | Junior    |
| 2005–06   | J. J. Redick        | Duke           | Escolta           | Senior    |
| 2006–07   | Kevin Durant        | Texas          | Alero             | Freshman  |
| 2007–08   | Tyler Hansbrough    | North Carolina | Ala-Pívot         | Junior    |
| 2008–09   | Blake Griffin       | Oklahoma       | Ala-Pívot         | Sophomore |
| 2009–10   | Evan Turner         | Ohio State     | Escolta           | Junior    |
| 2010–11   | Jimmer Fredette     | BYU            | Escolta           | Senior    |
| 2011–12   | Anthony Davis       | Kentucky       | Pívot             | Freshman  |
| 2012–13   | Trey Burke          | Michigan       | Base              | Sophomore |
| 2013–14   | Doug McDermott      | Creighton      | Alero             | Senior    |
| 2014–15   | Frank Kaminsky      | Wisconsin      | Ala-Pívot         | Senior    |
| 2015–16   | Buddy Hield         | Oklahoma       | Escolta           | Senior    |
| 2016–17   | Frank Mason III     | Kansas         | Base              | Senior    |
| 2017–18   | Jalen Brunson       | Villanova      | Base              | Junior    |
| 2018–19   | Zion Williamson     | Duke           | Ala-Pívot         | Freshman  |
| 2019–20   | Obi Toppin          | Dayton         | Ala-Pívot / Alero | Sophomore |
| 2020–21   | Luka Garza          | Iowa           | Pívot             | Senior    |
| 2021–22   | Oscar Tshiebwe      | Kentucky       | Pívot             | Junior    |
| 2022–23   | Zach Edey           | Purdue         | Pívot             | Junior    |
| 2023–24   | Zach Edey (2)       | Purdue         | Pívot             | Senior    |